# 河田晃兵
河田 晃兵（かわた こうへい、1987年10月13日 - ）は、大分県大分市出身のプロサッカー選手。Jリーグ・ヴァンフォーレ甲府所属。ポジションはゴールキーパー（GK）。

## 来歴

### プロ入り前
地元大分でサッカーを始め、大分鶴崎高校卒業後福岡大学に進学。福岡大学では2学年先輩で、大学選抜に選ばれたことがある西田信孝がいたが、西田を抑えて2年時から正GKとして活躍していた。また2007年より3シーズン間、特別指定選手としてJ2 ・サガン鳥栖に登録されている。

### ガンバ大阪
2009年10月16日、2010年よりガンバ大阪に入団することが決まり、クラブと仮契約を結んだことが発表された。しかし、入団から2年間は藤ヶ谷陽介の前に公式戦出場がなかった。

### アビスパ福岡
2012年、G大阪からJ2・アビスパ福岡に1年間の期限付き移籍で加入した。9月2日のジェフ千葉戦（1-2）でJリーグ初出場を果たすと、それ以降は神山竜一からポジションを奪い10試合に出場した。

### ヴァンフォーレ甲府
2013年、J1・ヴァンフォーレ甲府へ期限付き移籍で加入。開幕当初は荻晃太の控えだったが、第3節名古屋グランパス戦（0-1）で荻が試合終了間際の決勝点につながるミスを犯したため、第4節川崎フロンターレ戦（1-1）でJ1初出場を果たすと、以降シーズンを通して荻とレギュラーを争い17試合に出場したが、終盤戦は岡大生の台頭もあってベンチを温めた。

### ガンバ大阪
2014年はガンバ大阪へ復帰したが、結局リーグ戦での出番はなく、カップ戦1試合のみの出場にとどまった。

### ヴァンフォーレ甲府
2015年にヴァンフォーレ甲府へ完全移籍で再加入した。
15年、16年と守護神としてゴールを守ったが、2017年は岡とのポジション争いに敗れ11試合の出場に留まり、チームもJ2に降格した。しかし自身は甲府に残留し、18年も岡とポジション争いを繰り広げながら、岡を8試合上回る25試合に出場した。そして翌年の19年には41試合に出場し、ポジションを完全に奪い返すことに成功した。岡が移籍した2020年は、開幕スタメンに抜擢されたが、明治安田生命J2リーグ第2節アルビレックス新潟戦にて負傷交代。結果は左中間広筋損傷となり6週間の離脱を余儀なくされた。
復帰後は岡西宏祐がレギュラーに、控えには小泉勇人が定着していたため、控えに入るのも厳しくなり、そのままシーズンを終えた。
2021シーズンの開幕戦は控えに復帰。第5節までは岡西の控えとして過ごしたが、J2第6節V・ファーレン長崎戦で同年初出場を果たした。以降も再び控えとして過ごしていたが、第20節ザスパクサツ群馬戦で岡西に代わって先発に抜擢。チームは6-2で勝利し、5試合ぶりの勝利に貢献した。
2022シーズンは、チームはリーグ戦では苦戦していたが、天皇杯ではクラブ史上初の決勝進出を果たし、J1サンフレッチェ広島との決勝戦では延長後半、PK戦で合計2本のPKストップを披露してチームの初優勝に貢献した。
2023シーズンも正GKとして活躍し、シーズン途中で怪我で負傷離脱し、クラブ初のAFCチャンピオンズリーグも自身は離脱していたものの、4か月ぶりに出場したACLグループリーグ第6節のアウェイ・ブリーラム・ユナイテッドFC戦に先発出場し、好セーブを披露してチームのGS突破に貢献した。

## プレースタイル
シュートストップに優れており、2016シーズンは西川周作に次ぎ2番目のシュートストップ数を誇った。

## 所属クラブ
- 1995年 - 1999年 西の台JFC(大分市立西の台小学校)
- 2000年 - 2002年 カティオーラFC (大分市立王子中学校)
- 2003年 - 2005年 大分鶴崎高校
- 2006年 - 2009年 福岡大学
  - 2007年 - 2009年  サガン鳥栖 (特別指定選手)
- 2010年 - 2014年  ガンバ大阪
  - 2012年  アビスパ福岡 (期限付き移籍)
  - 2013年  ヴァンフォーレ甲府 (期限付き移籍)
- 2015年 -   ヴァンフォーレ甲府

## 個人成績
| 国内大会個人成績 | 国内大会個人成績 | 国内大会個人成績 | 国内大会個人成績 | 国内大会個人成績 | 国内大会個人成績 | 国内大会個人成績 | 国内大会個人成績 | 国内大会個人成績 | 国内大会個人成績 | 国内大会個人成績 | 国内大会個人成績 |
| 年度             | クラブ           | 背番号           | リーグ           | リーグ戦         | リーグ戦         | リーグ杯         | リーグ杯         | オープン杯       | オープン杯       | 期間通算         | 期間通算         |
| 年度             | クラブ           | 背番号           | リーグ           | 出場             | 得点             | 出場             | 得点             | 出場             | 得点             | 出場             | 得点             |
| 日本             | 日本             | 日本             | 日本             | リーグ戦         | リーグ戦         | リーグ杯         | リーグ杯         | 天皇杯           | 天皇杯           | 期間通算         | 期間通算         |
| ---------------- | ---------------- | ---------------- | ---------------- | ---------------- | ---------------- | ---------------- | ---------------- | ---------------- | ---------------- | ---------------- | ---------------- |
| 2009             | 福岡大           | 1                | -                | -                | -                | -                | -                | 3                | 0                | 3                | 0                |
| 2010             | G大阪            | 19               | J1               | 0                | 0                | 0                | 0                | 0                | 0                | 0                | 0                |
| 2011             | G大阪            | 19               | J1               | 0                | 0                | 0                | 0                | 0                | 0                | 0                | 0                |
| 2012             | 福岡             | 23               | J2               | 10               | 0                | -                | -                | 2                | 0                | 12               | 0                |
| 2013             | 甲府             | 21               | J1               | 17               | 0                | 4                | 0                | 1                | 0                | 22               | 0                |
| 2014             | G大阪            | 16               | J1               | 0                | 0                | 1                | 0                | 0                | 0                | 1                | 0                |
| 2015             | 甲府             | 21               | J1               | 23               | 0                | 1                | 0                | 1                | 0                | 25               | 0                |
| 2016             | 甲府             | 1                | J1               | 33               | 0                | 0                | 0                | 0                | 0                | 33               | 0                |
| 2017             | 甲府             | 1                | J1               | 11               | 0                | 1                | 0                | 1                | 0                | 13               | 0                |
| 2018             | 甲府             | 1                | J2               | 25               | 0                | 2                | 0                | 0                | 0                | 27               | 0                |
| 2019             | 甲府             | 1                | J2               | 41               | 0                | -                | -                | 1                | 0                | 42               | 0                |
| 2020             | 甲府             | 1                | J2               | 6                | 0                | -                | -                | -                | -                | 6                | 0                |
| 2021             | 甲府             | 1                | J2               | 24               | 0                | -                | -                | 1                | 0                | 25               | 0                |
| 2022             | 甲府             | 1                | J2               | 37               | 0                | -                | -                | 3                | 0                | 40               | 0                |
| 2023             | 甲府             | 1                | J2               | 29               | 0                | -                | -                | 1                | 0                | 30               | 0                |
| 2024             | 甲府             | 1                | J2               | 6                | 0                | 0                | 0                | 0                | 0                | 6                | 0                |
| 2025             | 甲府             | 1                | J2               |                  |                  |                  |                  |                  |                  |                  |                  |
| 通算             | 日本             | 日本             | J1               | 84               | 0                | 7                | 0                | 3                | 0                | 94               | 0                |
| 通算             | 日本             | 日本             | J2               | 178              | 0                | 2                | 0                | 8                | 0                | 188              | 0                |
| 通算             | 日本             | 日本             | 他               | -                | -                | -                | -                | 3                | 0                | 3                | 0                |
| 総通算           | 総通算           | 総通算           | 総通算           | 262              | 0                | 9                | 0                | 14               | 0                | 285              | 0                |

その他の公式戦
- 2019年
  - J1参入プレーオフ 1試合0得点
- 2023年
  - スーパーカップ 1試合0得点

| 国際大会個人成績 | 国際大会個人成績 | 国際大会個人成績 | 国際大会個人成績 | 国際大会個人成績 |
| 年度             | クラブ           | 背番号           | 出場             | 得点             |
| AFC              | AFC              | AFC              | ACL              | ACL              |
| ---------------- | ---------------- | ---------------- | ---------------- | ---------------- |
| 2010             | G大阪            | 19               | 0                | 0                |
| 2011             | G大阪            | 19               | 0                | 0                |
| 2023/24          | 甲府             | 1                | 3                | 0                |
| 通算             | AFC              | AFC              | 3                | 0                |

特別指定選手としての出場はなし
- Jリーグ初出場 - 2012年9月2日 J2第32節 vsジェフユナイテッド市原・千葉（フクダ電子アリーナ）

## タイトル

### クラブ
福岡大学
- 福岡県サッカー選手権大会：1回（2006年）
- 九州大学サッカーリーグ：2回（2007年、2009年）
- 九州大学サッカートーナメント：2回（2007年、2009年）
- 総理大臣杯：1回（2009年）

ガンバ大阪
- Jリーグ ディビジョン1：1回（2014年）
- ナビスコカップ：1回（2014年）
- 天皇杯：1回（2014年）

ヴァンフォーレ甲府
- 天皇杯：1回（2022年）

## 代表・選抜歴
- 2008年 九州大学選抜
- 2008年 全日本大学選抜
- 2009年 九州大学選抜
- 2009年 全日本大学選抜
- 2009年 ユニバーシアード日本代表